# Promachus tristis
Promachus tristis är en tvåvingeart som beskrevs av Jacques-Marie-Frangile Bigot 1892. Promachus tristis ingår i släktet Promachus och familjen rovflugor. Inga underarter finns listade i Catalogue of Life.